# Zenepići
Zenepići su naseljeno mjesto u općini Novi Travnik, Federacija Bosne i Hercegovine, BiH.

## Stanovništvo

### 1991.
Nacionalni sastav stanovništva 1991. godine, bio je sljedeći:
ukupno: 256
- Hrvati - 253
- Muslimani - 1
- Srbi - 1
- ostali, neopredijeljeni i nepoznato - 1

### 2013.
Nacionalni sastav stanovništva 2013. godine, bio je sljedeći:
ukupno: 98
- Hrvati - 98